# Ernst Günther (skuespiller)
Ernst Harry Ingemar Günther (født 3. juni 1933, død 8. december 1999) var en svensk skuespiller, der medvirkede i mere end 50 film og tv-serier.
Ernst Günther startede sin karriere i Stockholm, og var i en periode ansat på Riksteatern. Efter et ophold i Finland var han tilknyttet Östgötateatern, og i 1973 blev Günther ansat på Dramaten, hvor han både arbejdede som skuespiller og instruktør.
Udover teateret medvirkede Ernst Günther i en lang række film- og tv-serier, hvor han ofte spillede eventyrlystne og ivrige karakterer. Mod slutningen af sin karriere fik han endnu et gennembrud i rollen som landmanden Gottfrid i Colin Nutleys Englegård (1992), og dens efterfølger Englegård - næste sommer (1994). I 1993 blev han tildelt en Guldbagge for sine store bidrag i svensk film.

## Død
Ernst Günther døde 66 år gammel som følge af sukkersyge den 8. december 1999.

## Udvalgt filmografi
- Daniel Hjort (tv-film, 1962)
- I ho'det på en gammel dreng (1968)
- Som nat og dag (1969)
- Made in Sweden (1969)
- En håndfuld kærlighed (1974)
- Gangsterfilmen (1974)
- Ungkarlshotellet (1975)
- Den alvorlige leg (1977)
- Soldat med brutet gevär (tv-serie, 1977)
- Chez Nous (1978)
- Sverige åt svenskarna (1980)
- Babels hus (tv-serie, 1981)
- Brusten himmel (1982)
- Fanny og Alexander (1982)
- Manden fra Mallorca (1984)
- Åke og hans verden (1984)
- Smuglerkongen (1985)
- Strindberg - et liv (tv-serie, 1985)
- Elsk mig (1986)
- I lovens navn (1986)
- Slangens vej (1986)
- Rejsen til Melonia (animationsfilm, 1989)
- Gode mennesker (1990)
- Englegård (1992)
- Den gode vilje (1992)
- Slangebøssen (1993)
- Sidste dans (1993)
- Englegård - næste sommer (1994)
- Skærgårdsdoktoren (tv-serie, 1997)